# John Keenan
John Keenan (Glasgow, 19 dicembre 1964) è un vescovo cattolico scozzese, dall'8 febbraio 2014 vescovo di Paisley.

## Biografia
John Keenan è nato nel quartiere di Cowcaddens a Glasgow il 19 dicembre 1964  ed è uno dei cinque figli di Joseph e Philomena Keenan. È stato battezzato nella chiesa di San Giuseppe a Cowcaddens.

### Formazione e ministero sacerdotale
Ha frequentato la St Gregory's Primary School nell'area di Wyndford a Glasgow e poi il Salesian Missionary College a Shrigley Hall, vicino a Macclesfield, nel Cheshire. Nel 1984 si è iscritto all'Università di Glasgow, dove ha studiato giurisprudenza, ottenendo il Bachelor of Laws con lode di prima classe nel 1988.
Dal 1988 al 1995 ha compiuto gli studi per il sacerdozio presso il Pontificio Collegio Scozzese e la Pontificia Università Gregoriana a Roma. Ha ottenuto il baccalaureato in teologia e la licenza in filosofia.
Il 9 luglio 1995 è stato ordinato presbitero per l'arcidiocesi di Glasgow a Roma dal cardinale Thomas Joseph Winning. In seguito è stato vicario parrocchiale della parrocchia di Cristo Re a King's Park a Glasgow dal 1995 al 2000, cappellano della Holyrood Secondary School a Glasgow dal 1995 al 2000, docente di filosofia allo Scotus College di Bearsden dal 1995 al 2005, cappellano degli studenti e del personale cattolici dell'Università di Glasgow dal 2000, parroco della parrocchia di San Patrizio ad Anderston dal 2013 e direttore delle vocazioni per l'arcidiocesi di Glasgow dal 2013.

### Ministero episcopale
L'8 febbraio 2014 papa Francesco lo ha nominato vescovo di Paisley. Ha ricevuto l'ordinazione episcopale il 15 agosto successivo nella cattedrale di San Mirin a Paisley dall'arcivescovo metropolita di Glasgow Philip Tartaglia, co-consacranti l'arcivescovo metropolita di Saint Andrews ed Edimburgo Leo William Cushley e il vescovo emerito di Paisley John Aloysius Mone. Durante la stessa celebrazione ha preso possesso della diocesi. Come motto ha scelto l'espressione "Suscepit servum recordatus misericordiae" (Ha soccorso il suo servo ricordandosi della sua misericordia) ispirata dal cantico del Magnificat.
Nel settembre del 2018 ha compiuto la visita ad limina.
Dal 4 novembre 2024 è presidente della Conferenza episcopale di Scozia. In seno alla stessa è responsabile dell'ufficio per il matrimonio, la famiglia e la vita; di Priests for Scotland, che si occupa di sostenere il ministero dei sacerdoti nella Chiesa, e della commissione per il diaconato permanente. In precedenza è stato vicepresidente dal 7 novembre 2018 al 4 novembre 2024.

## Genealogia episcopale
La genealogia episcopale è:
- Cardinale Scipione Rebiba
- Cardinale Giulio Antonio Santori
- Cardinale Girolamo Bernerio, O.P.
- Arcivescovo Galeazzo Sanvitale
- Cardinale Ludovico Ludovisi
- Cardinale Luigi Caetani
- Cardinale Ulderico Carpegna
- Cardinale Paluzzo Paluzzi Altieri degli Albertoni
- Papa Benedetto XIII
- Papa Benedetto XIV
- Papa Clemente XIII
- Cardinale Marcantonio Colonna
- Cardinale Giacinto Sigismondo Gerdil, B.
- Cardinale Giulio Maria della Somaglia
- Cardinale Carlo Odescalchi, S.I.
- Cardinale Costantino Patrizi Naro
- Cardinale Lucido Maria Parocchi
- Papa Pio X
- Cardinale Gaetano De Lai
- Cardinale Raffaele Carlo Rossi, O.C.D.
- Cardinale William Godfrey
- Cardinale Gordon Joseph Gray
- Arcivescovo Mario Joseph Conti
- Arcivescovo Philip Tartaglia
- Vescovo John Keenan